# Wy-dit-Joli-Village
Wy-dit-Joli-Village és un municipi francès, situat al departament de Val-d'Oise i a la regió de l'Illa de França.
Forma part del cantó de Vauréal, del districte de Pontoise i de la Comunitat de comunes Vexin-Val de Seine.